# First Love Monster
First Love Monster (初恋モンスター Hatsukoi Monsutā) hoặc Hatsukoi Monster là một Shōjo manga Nhật Bản được viết bởi Akira Hiyoshimaru và xuất bản trên tạp chí ARIA của Kōdansha. Bộ anime bắt đầu phát sóng vào tháng 7 năm 2016.

## Cốt truyện
Câu chuyện kể về cô gái 15 tuổi Kaho Nikaidō sau khi cô rời ra để sống ở ký túc xá ở trường trung cấp chuyên nghiệp. Khi cô bị đâm bởi một chiếc xe tải, cô được cứu bởi một cậu bé tên Kanade Takahashi. Cô đem lòng yêu cậu, chỉ sau khi khám phá ra rằng cậu bé đó là con trai của chủ khu ký túc xá của cô và mới chỉ là một cậu học sinh khối 5.

## Nhân vật
Kaho Nikaidō
Kanade Takahashi
Tomu Kaneko
Ginjirō Sannomiya
Kazuo Noguchi
Jōji Takahashi
Kōta Shinohara
Arashi Nagasawa
Daikoku Nikaidō
Chiaki Yokōchi
Mafuyu Hayashi
Shūgo Takahashi
Yuki Fukaya
Renren

## Phương tiện truyền thông

### Manga
First Love Monster được viết bởi Akira Hiyoshimaru, đã bắt đầu xuất bản manga ở ARIA về shōjo của Kōdansha vào tháng 3 năm 2013. Yen Press thông báo rằng tháng 10 năm 2014 sẽ ra bản xuất bản cho series tiếng Anh

#### Danh sách thu âm
| STT | Lịch ở Nhật Bản          | ISBN Nhật Bản                        | Lịch ở Anh                | ISBN Anh               |
| --- | ------------------------ | ------------------------------------ | ------------------------- | ---------------------- |
| 1.  | Ngày 5 tháng 7 năm 2013  | ISBN 978-ngày 4 tháng 6 năm 380638-0 | Ngày 21 tháng 7 năm 2015  | ISBN 978-0-3163-4367-1 |
| 2.  | Ngày 7 tháng 1 năm 2014  | ISBN 978-ngày 4 tháng 6 năm 380666-3 | Ngày 27 tháng 10 năm 2015 | ISBN 978-0-316-34610-8 |
| 3.  | Ngày 7 tháng 7 năm 2014  | ISBN 978-ngày 4 tháng 6 năm 380699-1 | Ngày 26 tháng 1 năm 2016  | ISBN 978-0-316-34611-5 |
| 4.  | Ngày 7 tháng 1 năm 2015  | ISBN 978-4-06-380738-7               | Ngày 26 tháng 4 năm 2016  | ISBN 978-0-316-31488-6 |
| 5.  | Ngày 7 tháng 7 năm 2015  | ISBN 978-4-06-380781-3               | Ngày 27 tháng 9 năm 2016  | ISBN 978-0-316-54526-6 |
| 6.  | Ngày 13 tháng 5 năm 2016 | ISBN 978-4-06-358815-6               | —                         | —                      |

### Kịch truyền thanh
Bản đặc biệt của các tập 3,4 và 5 bao gồm trong CD kịch truyền thanh.

### Anime
Một bộ phim Anime sắp được phát hành được thông báo vào tháng 8 của Aria. Diễn viên trong kịch truyền thanh sẽ được phân vào vai diễn của họ cho bộ phim anime này. Series sẽ được ra mắt vào tháng 7 năm 2016. Studio Deen sẽ sản xuất bộ phim, với Takayuki Inagaki đạo diễn bộ series và Mariko Oka thiết kế nhân vật. Bộ phim anime được cấp giấy chứng nhận bởi Funimation Entertainment[6][20] và bởi Madman Entertainment[7][21] cho sự sắp xếp. Bộ phim anime sẽ gồm có 12 tập, phát hành trên 6 chiếc đĩa Blu-ray và các tập trên đĩa DVD.

#### Danh sách tập
| STT | Tên tập | Lịch chiếu               |
| --- | --- | ------------------------ |
| 1.  | "Thế, em học ở Trường Tiểu học. Sau đó thế nào?" "... De, ore, shōgakuseidakedo dō suru ka?" (...で、俺、小学生だけどどうするか？) | Ngày 2 tháng 7 năm 2016  |
| 2.  | "À, ngôi nhà của Kasumi" "Ā Kasumi sō" (あゝ華すみ荘)                                                                              | Ngày 9 tháng 7 năm 2016  |
| 3.  | "Đó là lần đầu tiên của chị" "Hajimete no" (初めての)                                                                              | Ngày 16 tháng 7 năm 2016 |
| 4.  | "Bộ quần lót hiếm có" "Nerawa reta pantsu" (ねらわれたパンツ)                                                                      | Ngày 23 tháng 7 năm 2016 |
| 5.  | "Chị biết - Đi đến suối nước nóng" "Sōda, sentō ikou" (そうだ、銭湯いこう)                                                         |                          |

## Sự phê bình
Rebecca Silverman, vừa xem qua tập đầu tiên cho Anime News Network, cho điểm toàn bộ vào loại C-. Cô chỉ trích series tập trung quá nhiều cảnh tình cảm mà thực chất là một bộ phim hài, và cũng tìm thấy lỗi với thao tác vẽ nhân vật của tác giả. Cô cũng chỉ trích nặng nề về số tuổi chênh lệch giữa hai nhân vật chính, bình luận chỉ sau khi đánh giá, "Câu chuyện cười của First Love Monster tràn ngập những nhân vật kì quái." Cô đã nói vậy, tuy nhiên, cô khen ngợi series rằng "lời thoại, "cách mà Kanade nói là một sự kết hợp thú vị của cậu bé và giống người lớn hơn."

## Đường dẫn bên ngoài
- First Love Monster at Aria (Japanese)
- First Love Monster (manga) tại từ điển bách khoa của Anime News Network